# ロス・ターンブル
ロス・ターンブル（Ross Turnbull, 1985年1月4日 - ）は、イングランド・ダラム、ビショップ・オークランド出身の元サッカー選手。現役時代のポジションはゴールキーパー。

## 経歴
ミドルズブラFCでは長らくレンタル生活が続いたが、2008年に正GKのマーク・シュワルツァーがフラムFCに移籍した後はシュワルツァーと同胞のブラッド・ジョーンズを抑えてレギュラーとして活躍。
2009年7月2日、契約満了したミドルスブラからチェルシーFCに移籍。しかし、ペトル・チェフの壁は高く第2GKとしての日々が続いた。
2013年6月30日、チェルシーはフローラン・マルダ、パウロ・フェレイラ、ヨッシ・ベナユンとともにターンブルの契約満了による退団を発表した。
7月31日、ドンカスター・ローヴァーズFCへ1年契約で移籍。
2015年7月15日、チャンピオンシップのリーズ・ユナイテッドFCに2年契約で移籍した。

## 所属クラブ
- ミドルズブラFC 2002-2009

→ ダーリントンFC（loan）2003
→ バーンズリーFC（loan） 2004
→ ブラッドフォード・シティAFC（loan）2004
→ バーンズリーFC（loan）2004-2005
→ クルー・アレクサンドラFC（loan）2005-2006
→ カーディフ・シティFC（loan）2007
- チェルシーFC 2009-2013
- ドンカスター・ローヴァーズFC 2013-2014
- バーンズリーFC 2014-2015
- リーズ・ユナイテッドFC 2015-2017

## タイトル
クラブ
チェルシーFC
- プレミアリーグ 2009-10
- FAカップ 2009-10, 2011-12
- FAコミュニティ・シールド 2009
- UEFAチャンピオンズリーグ 2011-12
- UEFAヨーロッパリーグ 2012-13